# Bert Wolters

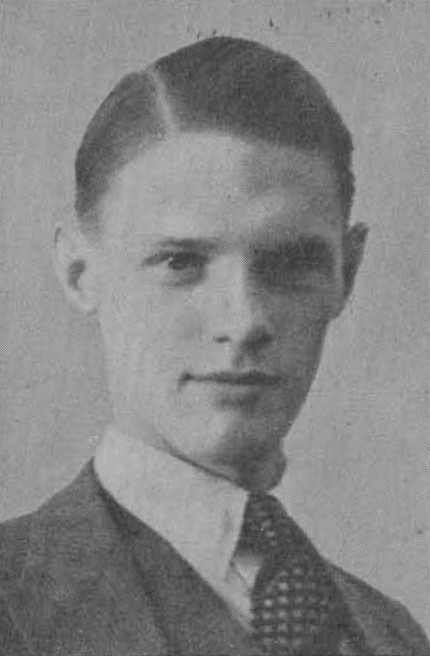
Bert Wolters (1919-1944)

Lambertus Douwes (Bert) Wolters (Colijnsplaat, 17 juni 1919 - 16 september 1944) was een Delftse student, Engelandvaarder en vliegenier.

## Levensloop
Hij groeide op in Vlissingen, waar zijn vader Jannes Jan Wolters huisarts was. Na zijn HBS-eindexamen ging hij in Delft werktuigbouwkunde studeren. Op 12 juni 1940 haalde hij zijn propedeuse, een half jaar voordat de rede van Cleveringa werd verspreid, waarna een algehele studentenstaking volgde. De Hogeschool werd een half jaar gesloten, Wolters ging niet in het verzet maar besloot naar Engeland te gaan.

### Engelandvaart
Wolters en zijn studentenvrienden Ru van Stolk en Joen Slors arriveerden op 1 januari 1941 in Sneek, zogenaamd om te gaan schaatsen op de Friese meren. Ze regelden dat in de pers een bericht verscheen dat ze mogelijk verongelukt waren, zodat er geen alarm geslagen zou worden als ze verdwenen. Toen gingen ze via de Van Niftrik-route naar België. In Antwerpen kregen ze hulp van Hans van Roosendaal, die in Kapellen woonde en ook naar Engeland wilde. Van Roosendaal sprak Frans, en had een zuster in Parijs en vrienden in Marseille. Via Parijs reisden ze naar Vichy-Frankrijk. Toen ze in Marseille waren aangekomen dachten ze dat het meest riskante deel van de reis achter de rug was. Ze wilden met een boot naar Algiers oversteken en van daar naar Engeland reizen, maar er was te veel Duitse controle.
Ze meldden zich bij jhr. D.F.W. van Lennep, die de vertegenwoordiger was van de Regeringscommissaris voor de vluchtelingen. Om de tijd te doden, begon Wolters wat technische klusjes te doen en deed Slors aan bokswedstrijden mee. Hij stelde hun echter voor naar Nederland terug te keren. Uiteindelijk regelde Van Lennep een visum voor de vier jongens om naar Paraguay of Uruguay te kunnen gaan. Dit was voldoende om een uitreisvisum voor Frankrijk te krijgen. Ze namen een doorgaande trein die via Perpignan naar Madrid ging. Van Stolk bleef achter want hij vertrouwde de visa niet en was bang opgepakt te worden. Hij reisde alleen verder, werd in Spanje opgepakt en kwam in een kamp in Miranda de Ebro terecht.

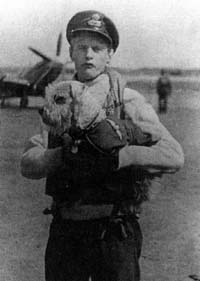
Wolters met zijn mascotte

Wolters, Slors en Van Roosendaal bereikten Madrid zonder moeite. Van Roosendaal had geregeld dat er op het consulaat geld voor hem zou zijn en met veel moeite kreeg hij dat. Ze namen de trein naar Lissabon. Slors bleef daar achter en werkte er voor de inlichtingendienst. In januari 1944 besloot hij toch naar Engeland te gaan, waar hij een commando-opleiding volgde.

### Vlieger
Wolters en Van Roosendaal vlogen met de KLM van Lissabon naar Bristol. Toen ze in Londen aankwamen, had hun reis veertien maanden geduurd. Na een korte opleiding werden ze op 21 november 1941 bij de Prinses Irene Brigade ingedeeld, maar voor het einde van het jaar zaten ze, op voorspraak van prins Bernhard, bij de RAF Volunteer Service.
Wolters sneuvelde op 16 september 1944 boven de Engelse kunst nadat hij met zijn vliegtuig in botsing was gekomen met dat van Coen Manders. Hij werd begraven op het Hawkinge Cemetry. Zijn graf wordt door de Commonwealth War Graves Commission onderhouden.

## Trivia
- Bert Wolters is vernoemd naar zijn grootvader, die in Westerbork werd geboren en later in Assen woonde.[bron?]